# Antsirabe
Antsirabe er den tredje største by på Madagaskar med en befolkning på omtrent 183.000 mennesker. Byen er hovedstaden i Vakinankaratra-regionen. Antsirabe ligger omtrent 1.500 meter over havet, så klimaet er køligt i forhold til resten af landet.
Byen er endestationen for  toglinjen TA (Tananarive-Antsirabe). Linjen er blevet udvidet sydover mod Vinaninkarena, men udvidelsen bliver ikke brugt. Nationalvej 7 forbinder byen til Antananarivo i nord og Fianarantsoa og Toliara mod syd.

## Industri
Antsirabe er hjemsted for  Tiko, en større producent af mælk og andre fødevareprodukter, bryggeriet Star Brasseries, tekstilfabrikken Cotona og kornproducenten Kobama.

19°52′S 47°2′Ø / 19.867°S 47.033°Ø